# Dharmendra
Dharmendra (in hindī धर्मेन्द्र), pseudonimo di Dharam Singh Deol (in punjabi ਧਰਮ ਸਿੰਘ ਦੇਓਲ, Dharam Siṅgh Deol; Sahnewal, 8 gennaio 1935), è un attore e politico indiano.

## Biografia
Si tratta di uno dei più famosi attori di Bollywood, assieme a Amitabh Bachchan e Sanjeev Kumar.
Ha recitato in circa 230 film, dal 1960 ad oggi.
È stato sposato per due volte: prima con Parkash Kaur, da cui ha avuto due figli: Sunny e Bobby Deol, poi con l'attrice Hema Malini, da cui ha avuto due figlie, Ahana e Esha Deol.
È inoltre lo zio dell'attore Abhay Deol.
Dal 2004 è attivo anche in politica, nel Bharatiya Janata Party.

## Filmografia parziale
- Dil Bhi Tera Hum Bhi Tere, regia di Arjun Hingorani (1960)
- Phool Aur Patthar, regia di O.P. Ralhan (1966)
- Satyakam, regia di Hrishikesh Mukherjee (1969)
- Seeta Aur Geeta, regia di Ramesh Sippy (1972)
- Raja Jani, regia di Mohan Segal (1972)
- Yaadon Ki Baaraat, regia di Nasir Hussain (1973)
- Chupke Chupke, regia di Hrishikesh Mukherjee (1975)
- Sholay, regia di Ramesh Sippy (1975)
- Dream Girl, regia di Pramod Chakravorty (1977)
- Alibaba Aur 40 Chor, regia di Umesh Mehra e Latif Faizijev (1980)
- Johnny Gaddaar, regia di Sriram Raghavan (2007)
- Om Shanti Om, regia di Farah Khan (2007) - comparsa speciale
- Rocky aur Rānī kī prem kahānī, regia di Karan Johar (2023)